# Agnes Jebet Ngetich
Pour les articles homonymes, voir Ngetich.
Agnes Jebet Ngetich, née le 23 janvier 2001, est une coureuse de fond kényane. 
Elle a remporté deux médailles aux championnats du monde de cross-country 2023 avec le bronze dans la course féminine senior et l'or par équipe. 
En janvier 2024, elle améliore de 28 secondes le record du monde du 10 kilomètres de course avec un temps de 28 min 46 s.

## Records personnels
- 5 000 mètres – 14 min 36 s 70 (Paris 2023)
- 5 kilomètres – 14 min 13 s (Valence 2024)
- 10 kilomètres – 28 min 46 s (Valence 2024)